# ハインリヒ5世 (ルクセンブルク伯)
ハインリヒ5世（独:Heinrich V. von Luxemburg, 1216年 - 1281年12月24日）は、ドイツ＝フランス系のルクセンブルク伯（在位：1247年 - 1281年）、ラ・ロシュ伯、アルロン伯。1256年から1264年まではナミュール伯を名乗っていた。金髪伯（der Blonde）と呼ばれた。

## 生涯
ハインリヒ5世はリンブルフ公ヴァルラム3世とルクセンブルク女伯エルメジンデの間に生まれた。母親よりルクセンブルク伯位を継承し、リンブルク＝ルクセンブルク家の始祖となった。
1240年、スカルポン家のバル伯アンリ2世の娘マルグリット（1220年 - 1275年）と結婚した。ハインリヒはマルグリットの持参金としてリニーを受けたが、あくまでバル伯の封土としてであった。にもかかわらず、1256年に、ハインリヒはシャンパーニュ伯ティボー5世に臣下の礼を取った。義兄弟のバル伯ティボー2世はこれを、ロレーヌ公フェリー3世とメッツ司教との間の紛争の好機ととらえた。ハインリヒはロレーヌ公と同盟し、ティボー5世はメッツ司教と協調した。1266年9月14日、ハインリヒはプレニーの戦いで捕虜となった。1268年9月8日、フランス王ルイ9世の仲裁により、ハインリヒはバル伯の宗主のもとリニー領主となった。
1253年、フランドル継承戦争におけるウェストカペッレの戦いで勝利をおさめた。
1256年、ラテン皇帝でナミュール侯であったボードゥアン2世がコンスタンティノープルにいる間に、ハインリヒはナミュールを征服した。その後、フランドル伯ギー・ド・ダンピエールにナミュール侯の権利を譲ったが、ハインリヒが再びナミュールを征服すると、ギーとハインリヒは対立した。最終的に、ハインリヒの娘イザベラとギーが結婚することで、争いを終結した。
1262年、ハインリヒはビットブルクに都市法を与えた。
1270年、ハインリヒはフランス王ルイ9世に従い第8回十字軍に参加し、チュニスへ向かった。

## 子女
バル伯アンリ2世の娘マルグリットとの間に以下の子女がいる。
- ハインリヒ6世（1240年頃 - 1288年） - ルクセンブルク伯
- マルガレーテ - ギステル伯ジャン3世と結婚
- イザベラ（1247年 - 1298年） - 1264年にフランドル伯ギー・ド・ダンピエールと結婚
- フィリッパ（1252年 - 1311年4月6日） - 1270年にエノー伯ジャン2世と結婚
- フェリキタス
- ヨハンナ（? - 1310年） - クレールフォンテーヌ女子修道院長
- ワレラン1世（? - 1288年） - リニー領主、ルクセンブルク＝リニー家の祖

また、以下の庶子がいる。
- ハインリヒ（1288年没） - ウッファリーズの女子相続人イザベル・ド・ウッファリーズと結婚
- バルドゥイン（? - 1288年6月5日）